# Como Era Gostoso o Meu Francês
Como Era Gostoso o Meu Francês és una pel·lícula brasilera de comèdia negra dirigida per Nelson Pereira dos Santos estrenat el 1971.
Gairebé tots els diàlegs de la pel·lícula van ser escrits en tupi. Els actors i actrius que van retratar els tupinambá portaven un vestit històricament correcte, donant lloc a una quantitat considerable de nuesa i semi-nuesa històricament correctes en moltes escenes.
La ubicació de tota la pel·lícula va ser la badia d'Ilha Grande, que té 365 illes i les ribes de la qual comprenen els municipis d'Angra dos Reis i Parati a l'estat de Rio de Janeiro.

## Argument
Al Brasil del segle XVI els colons rivals francesos i portuguesos estan utilitzant els indígenes com a aliats en la seva lluita per establir el control. Els tupinambàs que viuen a la zona de la badia de Guanabara, estan aliats amb els francesos, mentre que els tupiniquims estan aliats amb els portuguesos.
Un francès que ha estat capturat pels portuguesos és capturat després pels tupinambà després d'atacar i matar un grup de portuguesos. Intenta convèncer els seus captors parlant en francès (recitant el poema d'Étienne Jodelle que es troba a Singularitats de France Antarctique d'André Thévet), però els tupinambà no creuen que el francès era presoner dels portuguesos que han matat, i el Cap es creu que és portuguès perquè "cap francès dispararia contra ela tupinambá". El xaman de la tribu va predir que trobarien un portuguès fort per canibalitzar com a venjança perquè el germà del cap v AWE assassinat per una bala de mosquet portuguès. Ara en tenen un.
Tanmateix, al francès se li permet correr lliurement pel poble, finalment se li proporciona una "esposa" i adopta la nuesa tradicional dels tupinambá en lloc de la seva roba occidental.
Un comerciant francès arriba al poble i diu als tupinambà que el seu presoner és realment portuguès; aleshores promet a l'indignat francès que li dirà la veritat als tupinambà si el francès troba un tresor amagat que un altre europeu ha amagat a la zona. També li encarrega que reculli llenya i pebre per a ell quan torni.
El francès recull pólvora de canó dels canons portuguesos abandonats i la porta als tupinambà, que l'utilitzen per derrotar els tupiniquins rivals a la batalla.
La relació entre el francès i la seva "esposa" tupinambá continua sent enigmàtica. No és clar a la major part de la pel·lícula si té la intenció de salvar-lo del grup que el vol menjar, o si se li ha assignat per guanyar-se la seva confiança i evitar que s'escapi. El francès sembla enamorar-se d'ella, però finalment decideix intentar marxar. Ella evita que s'escapi envoltant la seva canoa i després disparant-li a la cama amb una fletxa. Llavors és portat a conèixer el seu destí de ser assassinat i menjat ritualment.
En els últims segons de la seva vida, el francès es nega a jugar amb el guió cerimonial que els tupinambà esperen que segueixi i, en canvi, enfadat (i en veu alta) diu als tupinambà que la seva mort no els revitalitzarà (la seva mort i la posterior festa caníbal), sinó que els condemnarà a tots a l'extermini.
La pel·lícula acaba amb una postdata que revela que els tupiniquim rivals van ser posteriorment exterminats pels seus suposats aliats, els portuguesos.

## Repartiment
- Arduíno Colassanti - el francès
- Ana Maria Magalhães - Seboipepe
- Eduardo Imbassahy Filho - Cunhambebe
- Manfredo Colassanti - el comerciant
- José Kléber - Ipiraguaçu
- Gabriel Archanjo - Mbiratata

## Producció
La pel·lícula va tenir problemes amb la censura en aquell moment, per tenir actors que interpretaven indis nus, però més tard es va estrenar per a majors de 18 anys amb la justificació que la nuesa índia no seria Pornografia. La iconografia es basava en les obres de Theodore de Bry.
Basada en el diari del viatger alemany Hans Staden, a la pel·lícula el personatge es converteix en francès que és fet presoner pels indis tupinambà, partidaris de l'antropofàgia.
Les escenes de la pel·lícula es van gravar a Paraty.

## Crítica
| «                                            | “La pel·lícula de Pereira dos Santos està plena d'humor i alegria. La seva fresca sensualitat ens descansa del pesat erotisme de la moda. Els paisatges són magnífics, i certes escenes ens recorden aquells gravats del segle XVIII que, per influència dels enciclopedistes, ja celebraven les virtuts dels “bons salvatges”. Les ambicions de la pel·lícula estan, naturalment, a un altre nivell. Al canibalisme franc dels tupinambÁ, l'autor s'oposa al canibalisme ferotge de les nostres societats modernes. Canta els plaers de la vida primitiva i suggereix que la cultura dels ciutadans de Pindorama valia com la nostra. En definitiva, camina seguint els passos dels ecologistes i etnòlegs moderns. El seguim sense avorriment, i, si passa que la lliçó està una mica confusa, les sorpreses de la història fan d'aquesta rondalla antropofagica un espectacle agradable.. | » |
| — Jean de Baroncelli, Le Monde, 29 març 1974 | |   |

## Premis
La pel·lícula va ser seleccionada com a entrada brasilera per al Oscar a la millor pel·lícula de parla no anglesa als Premis Oscar de 1972, però no va ser acceptada com a nominada.
1971 Festival de Brasília
- Millor guió (Nelson Pereira dos Santos)
- Millor diàleg (Nelson Pereira dos Santos i Humberto Mauro)
- Millor cenograf (Regis Monteiro)

21è Festival Internacional de Cinema de Berlín
- Ós d'Or (nominat)[6]

Premis de l'Associació de Crítics d'Art de Sao Paulo de 1973
- Actriu més prometedora (Ana Maria Magalhães)